# Parroquia de Saint George (Barbados)
Saint George  es una parroquia de Barbados situada en el centro de la isla. Es una de las dos únicas que no tiene salida al mar. 
Situada en el centro de la isla y siendo una de las dos únicas que no tiene salida al mar (la otra es St. Thomas), Saint George es, con su superficie de 44 km², la 3ª parroquia en extensión entre la 11 que componen Barbados, aunque, con su población de 19.767 habitantes, es la 5ª más poblada, contando con una densidad poblacional de 449,25 hab./km².
La parroquia aporta dos diputados a la Asamblea de Barbados.
Los asentamientos de la parroquia de Saint George son Bairds, Belair, Brighton, Bulkeley, Bulkely Factory, Campaign Castle, Church View, Constant, Drax Hall, Ellerton y Gun Hill. Saint George limita con 6 de las otras 10 parroquias (St. Michael, St. Thomas, St. Joseph, St. John, St. Philip y Christ Church), siendo la parroquia barbadense que con más parroquias vecinas limita; solo hay 4 con las que no limita (St. James, St. Peter, St. Lucy y St. Andrew).

## Gun Hill
Uno de los puntos de interés más importantes de la isla es Gun Hill, una de las pocas estaciones de señales que quedan en Barbados (es una de las 6 que hay en toda la isla), construida en 1818; los soldados la usaban para vigilar la isla previniéndola de posibles ataques. Cuando las estaciones de señalización se establecieron en 1818-1819, Gun Hill se convirtió en el eslabón clave de la cadena, pasando señales de Highgate al este a Moncrieffe en los acantilados de St. John / St. Borde de Felipe, y al norte de Cotton Tower, Grenade Hall y Dover Fort (y viceversa).
Gun Hill es el más grande e importante de los puestos militares en Barbados, con asociaciones militares desde al menos 1697. En la Ley de Milicias de ese año, cuando se lo conocía como Briggs Hill, fue nombrado como uno de los cuatro puntos donde se iban a colocar armas para dar la alarma en caso de una invasión, por lo que es probable que el nombre de Gun Hill (“colina de pistolas”) se remonta a hace casi 300 años.
Después del declive de las estaciones de señal, los edificios de Gun Hill cayeron en completo mal estado. Incluyen la estación con su prominente torre, una cocina, una revista, una garita y un cuartel en ruinas. En la ladera de abajo hay una escultura conocida de un león. En 1981, el National Trust de Barbados alquiló la estación al gobierno y la restauró con la ayuda de una subvención del gobierno. 
Gun Hill fue una de las estaciones de señales erigidas en las dos primeras décadas del siglo XIX, con doble propósito: defensa (tanto interna como externa) y comunicación con los centros de comando y control en todo Barbados; Gun Hill fue construida tras una rebelión de esclavos en 1816. Las otras estaciones de señales construidas en la época son Grenade Hall y Dover Fort (en la parroquia de St. Peter) y Highgate (en la parroquia de St. Michael, a pocas millas de Bridgetown).
Hacia la última cuarta parte del siglo XIX, también existían otros sitios en Barbados capaces de enviar y recibir señales, incluyendo, la residencia de la Reina, Needham´s Point, la Casa de Gobierno, la Estación Central de Policía y el Hall Comercial de Barbados. El sistema de señales utilizado en Gun Hill y otras estaciones de señales en Barbados era el sistema de señales y semáforos de Pasley, el cual se basaba en comunicaciones a distancia mediante códigos de banderas.
Tras modificar el sistema de telegrafía inventado en Francia por los hermanos Chappe, en Gran Bretaña, el almirante Real Sir Home Popham y Sir Charles Pasley establecieron que: sobre la parte baja del mástil de la señal habría 2 brazos y 4 o 5 pies; cada brazo tenía 3 posiciones verticales; el aparato podía ser configurado horizontalmente o a 45° por encima del horizonte. El brazo en la parte superior estaba numerado de 1 a 3 en la izquierda y de 4 a 6 en la derecha. El brazo inferior estaba numerado de 7 a 12.
Las señales de semáforos eran más rápidas y fáciles que utilizando banderas. Adicionalmente, las señales podían ser enviadas desde el cuarto de señales, sin necesidad de izar banderas fuera de dicha estructura. Tras la abolición de la esclavitud en 1838, fueron básicamente utilizadas en Barbados con dos propósitos: alertar al Concejo de la isla de alguna reunión y para avisar a los mercantes de la isla sobre la llegada de los respectivos barcos con cuyas compañías ellos comerciaban.

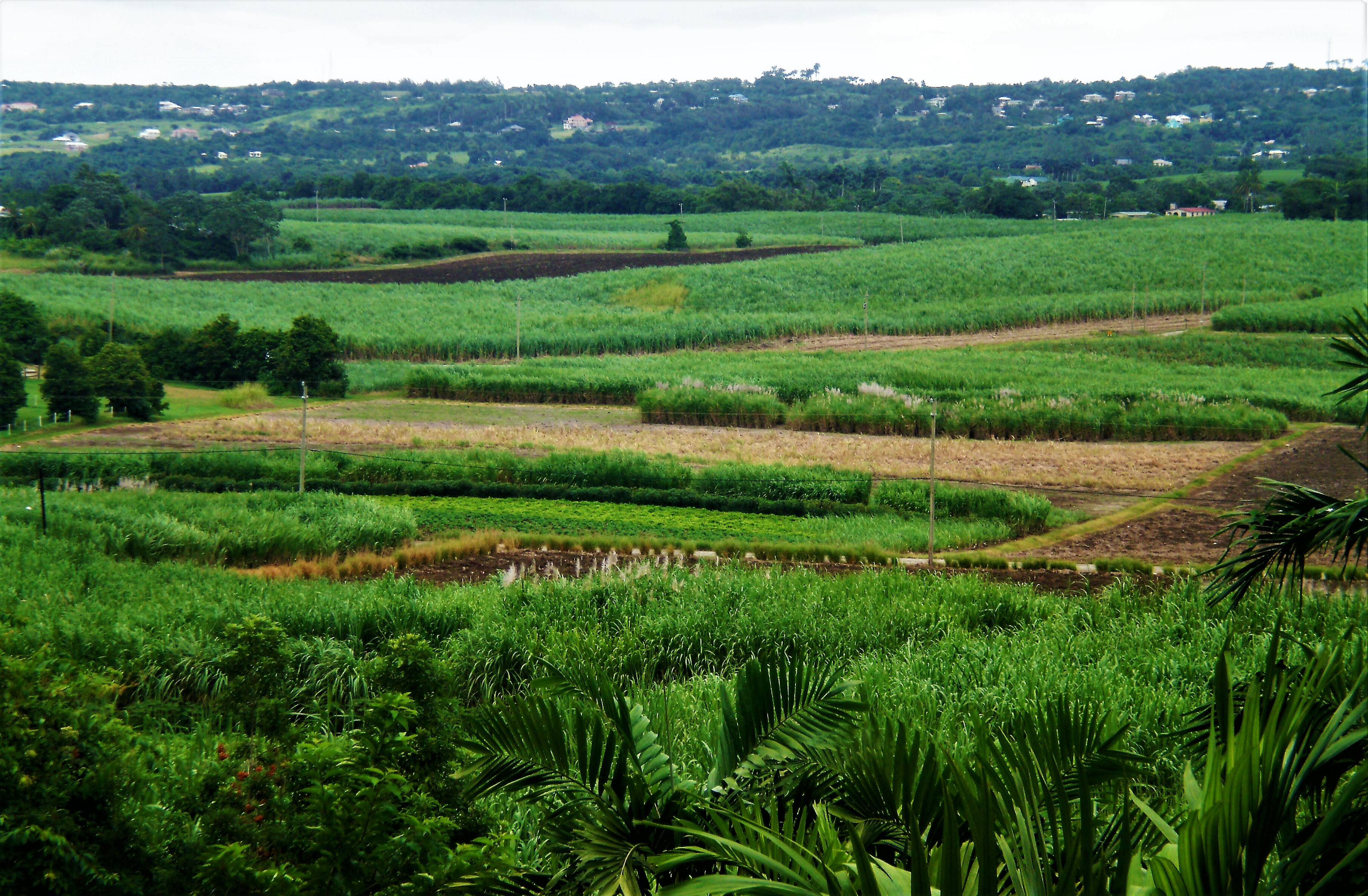
Vista panorámica de Orchid World, en la parroquia de Saint George (Barbados).

## Orchid World
Ubicado entre Gun Hill y la iglesia de St John's, sobre la autopista 3B; tiene una de las mejores colecciones de orquídeas del Caribe, cuya variedad incluye orquídeas importadas de lugares como Tailandia, Singapur, Hawái y EE. UU., así como también plantas cultivadas en Barbados. Orchid World ha recreado lo más fielmente posible las condiciones naturales de crecimiento que más disfrutan las orquídeas.
Orchid World & Tropical Flower Garden está ubicado en un hermoso jardín tropical de ocho acres rodeado de caña de azúcar, en el corazón de la campiña de Barbados. Con una altura de 810 pies, una serie de puntos de vista le permiten disfrutar de la impresionante vista del campo natural de Barbados. Cuenta, además, con gazebo de bodas, área de comedor de usos múltiples, césped junto al mirador para albergar varias funciones, bancos ubicados estratégicamente en todas partes, tienda de regalos, bar y restaurante.
Cuenta con serpenteantes senderos por sus jardines, con varias cascadas, estanques, grutas de coral y diversas casas de orquídeas. Cada vuelta del camino ofrece una vista diferente de delicias florales en un entorno de jardín tropical y tranquilo.
- Datos: Q1647443
- Multimedia: Saint George, Barbados / Q1647443